# Gerda Höjers pris
Gerda Höjers pris instiftades 2017 av TAM-Arkiv för att belöna forskning om tjänstemän, akademiker och deras sammanslutningar. Priset har fått namnet från Gerda Höjer, en svensk sjuksköterska och politiker (folkpartist). Gerda Höjers pris är tjänstemannarörelsens och tjänstemannaforskningens motsvarighet till Rudolf Meidner-priset som utdelas av Arbetarrörelsens arkiv och bibliotek. 

## Pristagare (med motivering)
- 2017 – Professor Anna Götlind, för att hon i Svensk sjuksköterskeförening 100 år. Bilder av sjuksköterskan, på ett akademiskt stringent och likväl lättillgängligt sätt lyft fram en i huvudsak kvinnlig yrkesgrupps strävan efter erkännande som professionella och dess kamp för rättvisa arbetsförhållanden.[1]
- 2018 – Publicisten Anders Björnsson, för två viktiga verk om akademikerorganisationers historia. I kunskapens intresse. SACO:s första sex decennier är ett standardverk om Sacos historia. I Organisationen som skapade en profession beskriver han på ett mycket intressant sätt hur arbetsterapeuterna utvecklat sin profession genom målmedvetet organisations- och utbildningsarbete.
- 2019 – Professor emeritus Lennart G. Svensson, för att han i sin forskning på ett insiktsfullt sätt behandlat yrken och professioner, särskilt analyser av Saco-medlemmars syn på olika aspekter av professionalism och relationer till arbets- och yrkesorganisationer. Vidare har han belyst professionernas utveckling i det svenska samhället, särskilt på den psykosociala integrationens fält vilket rymmer yrken som psykiatrer, psykologer och socionomer.
- 2020 – Inget pris delades ut p.g.a. Corona-pandemin.
- 2021 – Professor i pedagogik Joakim Landahl, för sin utbildningshistoriska forskning, där han från olika synvinklar belyst hur lärarprofessionen i samverkan med politiska aktörer under 1900-talet successivt skapat senmodernitetens svenska enhetsskola.
- 2022 – Historiker Lisa Öberg för sin forskning om kvinnohistoria, speciellt kvinnosjukvårdens historia i Sverige. I hennes avhandling Barnmorskan och läkaren: kompetens och konflikt i svensk förlossningsvård 1870-1920 analyseras på ett intressant sätt barnmorskeprofessionens tidiga historia.
- 2023 - Ekonom–historiker Lovisa Broström för sin studie Medelklassen. 200 år i samhällets mitt som diskuterar olika teorier om vad medelklassen var och är.[2][3] Begreppet har skiftat under årens lopp.